# Corpo cavernoso del clitoride
Nell'anatomia femminile i corpi cavernosi del clitoride costituiscono una parte interna del clitoride, tale parte la si ritrova anche nell'anatomia maschile, con lo stesso nome.

## Anatomia
Si tratta di organi simmetrici, sono composti di radice e di corpo, la prima unita al ramo ischio-pubico, mentre il corpo ha una lunghezza che varia a seconda che si ritrova in stato normale o eccitato (2,5 cm nel primo caso mentre nel secondo arriva quasi a 4 cm).